# Braço do Norte
Braço do Norte, amtlich portugiesisch Município de Braço do Norte, deutsch Nordarm oder Arm des Nordens, ist eine Gemeinde im brasilianischen Bundesstaat Santa Catarina. Sie hatte 2010 29.007 Einwohner, die Braçonortenser genannt werden und auf einer Gemeindefläche von rund 212 km² leben. Die Bevölkerung wurde zum 1. Juli 2021 auf 34.294 Einwohner geschätzt. Die Gemeinde wurde unter Mithilfe von deutschen Einwanderern gegründet.

## Stadtteile
Braço do Norte ist derzeit in 34 Stadtteile (portugiesisch bairros) unterteilt.
Zentrum
- Bela Vista
- Centro
- Coloninha
- Floresta
- INSS
- Nossa Senhora de Fátima
- Rio Bonito
- Santa Augusta
- São Basílio
- São Francisco de Assis
- São Januário
- Trevo
- Uruguaia
- Vila Nova

Stadtgebiet
- Abissínia
- Açucena
- Avistoso
- Azeiteiro
- Congo
- Lado da União
- Pinheiral
- Riacho Alegre
- Rio Amélia
- Rio Cachorrinhos
- Rio Carolina
- Rio Coruja
- Rio Glória Baixo
- Rio Glória Alto
- Rio Indaial
- São José
- São Maurício
- Taquaruçu
- Tijuquinha
- Travessão

## Demografie

### Bevölkerungsentwicklung
| Jahr | Einwohner | Stadt  | Land  |
| --- | --------- | ------ | ----- |
| 1960 | 9.844     | 2.872  | 6.972 |
| 1970 | 10.540    | 3.846  | 6.694 |
| 1980 | 11.967    | 7.022  | 4.945 |
| 1991 | 16.540    | 11.227 | 5.313 |
| 2000 | 24.802    | 17.879 | 6.923 |
| 2010 | 29.018    | 23.383 | 5.635 |
| 2021 | 34.294    | ?      | ?     |
| Hier fehlt eine Grafik, die leider im Moment aus technischen Gründen nicht angezeigt werden kann. Wir arbeiten daran! |           |        |       |

Quelle: IBGE (2011)

## Städtische Einrichtungen
- Cemitério Municipal de Braço do Norte, kommunaler Friedhof